# Ophidiaster ophidianus
Ophidiaster ophidianus, comúnmente conocida como estrella de mar púrpura, es una especie de estrella de mar del Atlántico este (desde Portugal continental y las Azores hasta el golfo de Guinea) y el mar Mediterráneo. Tiene una gran variación de color (de rojo a naranja) y puede presentar manchas marrones. El disco central es pequeño, cubierto por placas irregulares, y los brazos son más delgados cerca del disco central. Cada brazo tiene líneas de papilas respiratorias. Puede alcanzar los 40 cm de diámetro.